# جوينيث ووكر
جوينيث ووكر (بالإنجليزية: Gwyneth Walker)‏ هي ملحنة أمريكية، ولدت في 1947.

## وصلات خارجية
- جوينيث ووكر على موقع ميوزك برينز (الإنجليزية)